# Nicole Croisille
Nicole Croisille (* 9. Oktober 1936 in Neuilly-sur-Seine; † 4. Juni 2025 in Saint-Cloud) war eine französische Sängerin, Tänzerin und Schauspielerin. Bekannt wurde sie international durch das Chanson Un homme et une femme aus dem gleichnamigen Film von Claude Lelouch.

## Leben
Nicole Croisille wuchs als Tochter eines Reisebüro-Leiters und einer Klavierlehrerin in Neuilly-sur-Seine auf. Bereits im Kindesalter erhielt sie eine Ausbildung als Tänzerin und trat mit acht Jahren an der Opéra de Paris auf. Später war sie Teil des Balletts der Comédie-Française und tourte als Pantomimin mit Marcel Marceau durch die Vereinigten Staaten, wo sie ihre Begeisterung für Jazz entdeckte.

## Karriere
Den internationalen Durchbruch erreichte Croisille 1966 mit dem Lied Un homme et une femme aus dem gleichnamigen Film von Claude Lelouch, das in Englisch als A Man and a Woman zum Welterfolg wurde. Zwischen 1968 und 1979 hatte sie mehrere Erfolge in den französischen Charts. Dazu zählen Tryin’ (1968), Love Maestro Please (1969) sowie Il ne pense qu’à toi (1973). Mit Je ne suis que de l’amour sang sie 1974 das Titellied zum Film Die Geschichte der O, ursprünglich ein Instrumentalstück, das später mit Text versehen wurde. Ihren größten kommerziellen Erfolg erzielte sie 1975 mit dem Titel Une femme avec toi, der Platz 4 erreichte und 18 Wochen in den Charts blieb. Weitere Platzierungen gelangen ihr mit Téléphone-moi, Emma (Je m’appelle Emma), L’amour d’une femme und La Garonne.
Neben ihrer musikalischen Karriere wirkte sie in über 20 Spielfilmen mit, unter anderem in Les uns et les autres (1981) und Itinéraire d’un enfant gâté (1988), beide von Claude Lelouch. Sie spielte außerdem in mehreren Musicalproduktionen wie Hello, Dolly! und Irma la Douce.
Croisille veröffentlichte über 20 Alben, darunter Jazzproduktionen sowie Hommagen an Komponisten wie Francis Lai und Claude Nougaro. Sie engagierte sich zudem als Mentorin am Centre des arts vivants in Paris.

## Tod
Nicole Croisille starb am 4. Juni 2025 im Alter von 88 Jahren in Saint-Cloud nach längerer Krankheit.

## Diskografie (Auswahl)

### Studioalben
- 1961: Nicole Croisille (Fontana, 10″, Mono)
- 1974: Parlez-moi de lui (Sonopresse)
- 1975: Femme… (Spot)
- 1976: Si l’on pouvait choisir sa vie (Sonopresse)
- 1977: La femme et l’enfant (Panda)
- 1977: Femme… Woman in Your Arms (Decca)
- 1978: C’est ma vie (Panda)
- 1980: Croisille 80 (Pathé)
- 1981: Croisille (RCA)
- 1982: Paris-Montréal (Pro-Culture)
- 1984: Chante Francis Lai – Cinéma
- 1987: Jazzille (CY Records)
- 1990: Black & Blanche (Flarenasch)
- 1997: Une femme (RCA Victor / BMG France)
- 2006: Nougaro, le jazz et moi (Universal Music Jazz France)
- 2008: Tu me manques (Les Disques Influence)
- 2014: Arc-en-ciel (Monkey Productions)

### Livealben
- 1976: Olympia 76 (Spot / Gérard Tournier)
- 1978: Olympia 78 (Panda)
- 1981: Au Théâtre des Champs-Élysées (2 × LP, RCA)
- 1981: Mes coups de cœur – En concert (RCA Victor)

### Soundtracks (Beteiligung)
- 1966: Un homme et une femme (Disc’Az) – mit Francis Lai und Pierre Barouh
- 1968: 13 jours en France (Saravah) – mit Francis Lai und Pierre Barouh

### Weitere Beteiligungen
- 1980: Je vous entends chanter – mit Pauline Julien, Monique Leyrac u. a. (Kébec-Disc)

### Wiederveröffentlichungen
- 2003: Nicole Croisille avec Jerry van Rooyen et son orchestre (Fontana, 10″, RE, RM)

## Filmografie (Auswahl)
- 1966: Un homme et une femme
- 1981: Les uns et les autres
- 1988: Itinéraire d’un enfant gâté

## Auszeichnungen
Croisille erhielt mehrere Goldene Schallplatten in Frankreich. Claude Lelouch nannte ihre Stimme den „Atem meiner Filme, die Musik meiner Gefühle“.